# Ricinidae
Ricinidae es una familia de insectos del parvorden Phthiraptera. En general son ectoparásitos de aves. La familia incluye el género Ricinus, Trochiliphagus y Trochiloecetes.

## Taxonomía
- familia Ricinidae
  - género Ricinus DeGeer, 1778 – 65 especies, en gorriones. En Europa:
    - Ricinus dolichocephalus (Scopoli, 1763)
    - Ricinus elongatus (v. Olfers, 1816)
    - Ricinus frenatus (Burmeister, 1838)
    - Ricinus fringillae DeGeer, 1778
    - Ricinus japonicus (Uchida, 1815)
    - Ricinus major Fresca, 1924
    - Ricinus rubeculae (Schrank, 1776)
    - Ricinus serratus (Durrant, 1906)
    - Ricinus thoracius (Packard, 1870)
    - Ricinus vaderi Valan, 2016)

  - género Trochiliphagus Carriker, 1960 – 13 especies, en colibríes
  - género Trochiloecetes Paine & Mann, 1913 – 30 especies, en colibríes